# Загадка Старого Леса
«Загадка Старого Леса» (итал. Il segreto del Bosco Vecchio) — сказочный роман итальянского писателя Дино Буццати, опубликованный 1935 году. На русский язык переведён лишь в 2012 году.
Роман экранизирован в 1993 году.

## Сюжет
Действие начинается весной 1925 года, когда полковник Себастьяно Проколо выходит в отставку и поселяется в посёлке Нижний Дол, где его дядя, умирая, завещал ему часть огромного лесного угодья. Другая часть принадлежит родственнику полковника, мальчику-сироте Бенвенуто, который обучается в пансионе неподалёку. Проколо становится его опекуном, однако ни с мальчиком, ни с другими обитателями посёлка у полковника не завязывается близких отношений в силу его нелюдимого и жестокого характера.
В отличие от своего дяди, полковник стремится извлечь прибыль из наследства. Основная часть его угодий приходится на так называемый Старый Лес, где растут самые красивые и могучие деревья. Местные жители не советуют Проколо вырубать эти старые деревья, потому что в каждом из них живёт свой дух. Лесные духи обитают внутри стволов, но время от времени покидают своё жильё, принимая облик зверя или человека. Когда Проколо приказывает начать вырубку, духи собираются возле срубленной ели, прощаясь с духом, который в ней жил. После этого Бернарди, один из лесных духов, в образе человека уговаривает полковника прекратить вырубку в обмен на то, что духи будут собирать в лесу хворост и старые упавшие деревья и перетаскивать их на опушку, откуда телеги и грузовики будут забирать дрова на продажу. Полковник также освобождает из заточения ветер Маттео — бывшего хозяина этих мест, отличавшегося буйным нравом и нередко приносившего разрушения. В знак благодарности за освобождение от двадцатилетнего плена в пещере Маттео клянётся служить полковнику до конца его дней. Проколо же хочет использовать Маттео для того, чтобы погубить Бенвенуто и стать владельцем его части угодий.
Однажды, когда полковник намекает, что хорошо бы разделаться с мальчиком, Маттео пытается убить Бенвенуто, но ему это не удаётся, потому что мальчик укрывается в лесной хижине. Также у Маттео происходит поединок с ветром Эваристо, который стал главным ветром долины, пока Маттео был заключён в пещеру. Однако Маттео проигрывает поединок. В другой раз сам полковник отводит мальчика в глухой лес, чтобы бросить там, однако, уйдя от Бенвенуто, он сам теряет дорогу и в итоге снова встречает мальчика и выходит из леса вместе с ним. Лишь лесные жители догадываются о том, что хотел сделать полковник. Таинственный возница проезжает по полям полковника и выпускает из чёрного ящика тысячи бабочек. Весной из яиц, отложенных ими, вылупились тысячи гусениц, которые стали уничтожать Старый Лес. Лес удалось спасти благодаря Маттео, который привёл армию хищных насекомых — ихневмонов, уничтоживших гусениц.
Бенвенуто заболевает после того, как чуть не сгорает в хижине, подожжённой соседскими ребятами. Проколо обращается к лесным духам за помощью, и те исцеляют мальчика с уговором, чтобы полковник больше не трогал Старый Лес и избавил духов от собирания хвороста.
Зимой Бенвенуто, не отличающийся крепким здоровьем, усиленно тренируется на лыжах, чтобы стать сильнее. 31 декабря Маттео сообщает полковнику, что Бенвенуто завалило лавиной на склоне, о чём ещё никто не знает. Полковник с лопатой отправляется туда и пытается откопать мальчика, однако замерзает сам. Маттео признаётся, что пошутил и не знал, к чему это приведёт. Полковник умирает на склоне, после чего Маттео прилетает к Бенвенуто прощаться, ведь после смерти полковника умрёт и ветер. Бенвенуто провожает Маттео на вершину горы, где встречает рассвет 1 января.

## Критика
В литературе отмечалось, что образ живого Леса в романе был вдохновлён не только личными впечатлениями Буццати от жизни в Доломитовых Альпах, но и его увлечением живописью и иллюстрацией, в особенности Доре и Рэкемом. Во влиянии последнего на персонификацию Леса писатель признавался и сам. Географически Старый Лес, пусть и вымышленный, находится в итальянском регионе Трентино.
Роман «Загадка Старого Леса» также отличается от более поздних работ Буццати наиболее эксплицитной антропоморфизацией. При этом антропоморфизация является скорее принадлежностью индивидуальной картины мира, нежели места (Старого Леса) как такового. Так, в книге не раз упоминается, что только дети обладают способностью слышать и понимать Лес и его обитателей. Бенвенуто, который постепенно взрослеет, скоро утратит эту способность. При этом, однако, полковник Проколо, которому уже 56 лет, также понимает речь обитателей Леса, а также ветра Маттео, что можно принять за знак того, что Проколо и Бенвенуто являются на самом деле двумя проявлениями одного и того же персонажа с различными картинами мира.
Виола Ардени отмечает, что в целом сюжет романа следует типу сюжета, описанного Владимиром Проппом для русской волшебной сказки: там действуют юный герой-сирота (Бенвенуто), его антагонист (Проколо) и помощники героя (силы природы в различных манифестациях). Сами имена могут отражать характеры персонажей: так, имя Проколо может происходить из латинского procul ‘на отдалении’, что связано со стремлением полковника находиться на дистанции от других людей и природы. Напротив, природа приветствует Бенвенуто, имя которого соответствует итальянскому benvenuto ‘добро пожаловать’.

## Экранизация
В 1993 году итальянский кинорежиссёр Эрманно Ольми снял по роману фильм «Тайна старого леса» с Вилладжо Паоло в главной роли.